# Tylor Spink
Tylor Spink, född 31 december 1992 i Williamstown, Ontario, Kanada, är en kanadensisk professionell ishockeyspelare. Spink har tidigare spelat för bland annat Toledo Walleye. Från säsongen 2017/2018 spelar Spink för Örebro HK i SHL. Tylor Spink är tvillingbror till Tyson Spink.